# Mahoromatic
Mahoromatic (em japonês: まほろまてぃっく; Mahoromatikku?) é um anime de ficção científica e comédia romântica. Foi produzido pelos estúdios GAINAX e Shaft, possuindo duas temporadas (outubro de 2001 com doze episódios, e outubro de 2002 com catorze capítulos animados), ambas sendo dirigidas por Hiroyuki Yamaga.
Dois especiais no formato OVA (em inglês: original video animation) foram ainda produzidos para o anime.

## Sinopse
A história gira em torno de uma androide de batalha chamada Mahoro, que foi construída por uma organização secreta chamada Vesper, visando lutar contra alienígenas que estavam invadindo a Terra.
Após os árduos combates, a Mahoro contava com apenas 37 dias para encerrar as suas funções energéticas. Durante uma reunião do conselho, ela recebeu duas opções para escolher aquela com a qual gostaria de viver até o seu último dia. Desta forma, ela optou por estender a sua existência em 398 dias e, para tanto, seus equipamentos de combate foram removidos.
Podendo viver como bem quisesse, Mahoro optou trabalhar como governanta na casa de um jovem chamado Suguru Misato, que vivia sozinho desde a misteriosa morte dos seus pais. Desta forma, Mahoromatic passou a contar a história do cotidiano da dupla Mahoro e Suguru (com diversas situações inusitadas e tendo as suas vidas mudadas por completo).